# Taman (Grujugan)
Taman is een bestuurslaag in het regentschap Bondowoso van de provincie Oost-Java, Indonesië. Taman telt 5260 inwoners (volkstelling 2010).